# Fabio Casas Buitrago
Fabio Casas Buitrago (* 13. März 1959 in Tunja) ist ein ehemaliger kolumbianischer Radrennfahrer.

## Sportliche Laufbahn
Buitrago war im Straßenradsport aktiv. Im Etappenrennen Clásico RCN 1977 gewann er die Nachwuchswertung. Er gehörte der ersten kolumbianischen Mannschaft an, die bei der Tour de France startete. Unter dem Namen Colombia–Varta fuhr die kolumbianische Nationalmannschaft der Amateure mit einer Sondergenehmigung der Union Cycliste Internationale (UCI) die Tour de France 1983. Die Rundfahrt beendete er nicht. 1987 und 1988 startete Buitrago als Berufsfahrer, hatte aber keine Erfolge als Radprofi.